# Gliceriusz (imię)
Gliceriusz – imię męskie pochodzenia greckiego. Wywodzi się od słowa glykys oznaczającego słodycz. Forma oboczna — Glicery. Wśród patronów - św. Gliceriusz, kapłan († III–IV wiek).
Gliceriusz imieniny obchodzi 15 lutego, 20 września i 21 grudnia.
Znane osoby noszące to imię: 
- Gliceriusz

Żeński odpowiednik: Gliceria